# Problema de a fi viu
Problema de a fi viu (în germană Vom Nachteil geboren zu sein, în engleză The Trouble with Being Born) este un film dramatic științifico-fantastic din 2020 regizat de Sandra Wollner⁠(d) după un scenariu de Wollner și Roderick Warich. O coproducție internațională între Austria și Germania, filmul prezintă un android (Lena Watson) care trăiește cu un bărbat (Dominik Warta⁠(d)) ca Replicant⁠(d) în locul tinerei fiice a acestuia care a dispărut cu ani în urmă.
La premiera filmului la cea de-a 70-a ediție a Festivalului Internațional de Film de la Berlin, filmul a stârnit controverse pentru descrierea unei relații dintre un bărbat și un copil de 10 ani, chiar dacă este android, care seamănă și cu fiica sa.

## Rezumat
Filmul explorează toposul⁠(d) omului artificial, prezentat aici într-un mod neobișnuit, cu accent pe nivelul emoțional. Elli este un android, o mașină, sub formă de fată, precum și un robot sexual. Elli locuiește cu Georg, pe care îl numește „Tata”. 
Ei își petrec timpul într-o vară, înotând în piscină în timpul zilei, iar seara Georg o duce în pat cu el. El a creat-o pe Elli din memoriile sale personale, pentru a găsi fericirea. Acestea sunt amintiri care nu înseamnă nimic pentru ea și totul pentru el. Pentru Elli, este doar programarea pe care o urmează. 
Mai târziu, când se întâlnește cu modelul său din viața reală, Eli începe o odisee care prezintă publicului perspectiva lui Elli din ce în ce mai mult. 
Filmul distopic portretizează „povestea unei mașini și a fantomelor pe care le purtăm cu toții în noi”.

## Distribuție
- Lena Watson – Elli/Emil, un android
- Dominik Warta – Georg [12]
- Ingrid Burkhard⁠(d) – doamna Schikowa
- Jana McKinnon⁠(d) – Elli, fiica umană a lui Georg
- Simon Hatzl – Toni

## Producție
Regizoarea și scenarista Sandra Wollner a considerat acest film ca o „antiteză a lui Pinocchio Wollner a intenționat inițial să distribuie o actriță de 20 de ani în rolul androidului Elli, dar după ce a modificat unele dintre elementele mai explicite din scenariul filmului, a ales-o pentru rol pe actrița de 10 ani Lena Watson (nume de scenă inspirat de Emma Watson).
Scenele în care androidul este prezentat nud au fost realizate folosind imagini generate de computer.
Watson a avut, de asemenea, o mască și o perucă din silicon, care au folosit atât pentru a-i ascunde identitatea, cât și pentru a-i permite să semene cu o altă actriță care apare mai târziu în film.

## Lansare și recepție
Problema de a fi viu a avut premiera mondială la cel de-al 70-lea Festival Internațional de Film de la Berlin, la 25 februarie 2020, în cadrul secțiunii Întâlniri a festivalului. S-a dezvăluit că mai mulți membri ai publicului au ieșit din sală în timpul premierei. A primit Premiul Special al Juriului la secțiunea Întâlniri.
Jonathan Romney de la Screen Daily⁠(d) a considerat filmul ca „o realizare puternică și revelatoare [...] complexă, creat cu artă, uneori derutant în mod intenționat”.
Jessica Kiang de la revista Variety l-a descris „un film disperat de înfiorător, stânjenitor, care te pune pe gânduri”.
Chris Barsanti de la Slant Magazine a acordat filmului două stele din patru și a afirmat că filmul „suferă de aceeași problemă ca și androizii săi capricioși: enervarea care rezultată din repetiție”.
Festivalul Internațional de Film de la Melbourne a decis să nu difuzeze filmul la ediția sa din 2020, invocând preocupările exprimate de doi psihologi criminaliști că ar putea „[normaliza] interesul sexual față de copii” și că va fi „folosit ca o sursă de excitare pentru bărbații interesați de materialele abuzive asupra copiilor”. Decizia de a elimina filmul din lista festivalului a fost denunțată de criticii de film Peter Krausz, Tom Ryan și David Stratton⁠(d).
Pe fondul controverselor din Australia, Sandra Hall de la The Sydney Morning Herald a numit filmul „ciudat din punct de vedere moral, controversat pentru conținutul său” și a concluzionat că „filmul se adâncește în manipularea inteligenței emoționale, lăsând spectatorii să se gândească la consecințele unor astfel de acțiuni într-o manieră care provoacă și neliniștește.”

## Premii
- Cea de-a 70-a ediție a Festivalului Internațional de Film de la Berlin: Premiul special al juriului (secț. Întâlniri⁠(d))
- Festivalul Internațional de Film de la Viena din 2020: Premiul special al juriului [18]